# Mordellistena swezeyi
Mordellistena swezeyi es una especie de coleóptero de la familia Mordellidae.

## Distribución geográfica
Habita en Samoa.